# Radilovo, Pazardjik
Radilovo (în bulgară Радилово) este un sat în comuna Peștera, regiunea Pazardjik,  Bulgaria. 

## Demografie
Componența etnică a satului Radilovo
     Bulgari (85,12%)
     Nicio identificare (14,51%)
     Altele (0,36%)
La recensământul din 2011, populația satului Radilovo era de 1.385 locuitori. Din punct de vedere etnic, majoritatea locuitorilor (85,12%) erau bulgari. Pentru 14,51% din locuitori nu este cunoscută apartenența etnică.